# Невское (Приморский край)
Не́вское — село в Лесозаводском городском округе Приморского края России. Основано в 1901 году.

## География
Село находится к востоку от автотрассы А370 «Уссури»]], на расстоянии 30 км (по прямой) к северо-востоку от города Лесозаводск, административного центра округа.
Севернее села проходит административная граница между Лесозаводским городским округом и Дальнереченским районом, до села Филино Дальнереченского района около 8 км.

## Население
| 1915 | 2002 | 2007 | 2010 |
| ---- | ---- | ---- | ---- |
| 988  | ↘489 | ↘464 | ↘388 |

## Улицы
| - ул. Дедовская, - пер. Дзержинского, - ул. Колхозная, - ул. Набережная, - ул. Новая, | - ул. Первомайская, - ул. Садовая, - ул. Спортивная, - ул. Украинская, - пер. Школьный. |

## Экономика
Жители занимаются сельским хозяйством.